# Juan Domínguez Berrueta
Juan Domínguez Berrueta (Salamanca, 1866- Salamanca, 1959) fue un matemático, físico, químico, biógrafo, profesor de ciencias y aficionado a la filosofía, cuyos puntos de vista se aproximaban a la corriente bergsoniana.

## Biografía
Fue cronista de Salamanca y tuvo trato con Maurice Legendre, Joan Maragall, Jacques Chevalier, Henri Bergson y Bernt Borchgrevink Groenvold. Asimismo, fue músico, habiendo ideado un órgano nuevo. También escribió un tratado de la gama y una teoría física de la música. Fue autor de más de doce obras de metafísica o religión. Fue un devoto católico, agustiniano-franciscano, alejado de todo integrismo. Rechazó desde joven el exceso de cientificismo, que no era capaz de captar la realidad en toda su extensión, pues se reducía a esquemas cuantitativos. No denostaba, con todo, el procedimiento lógico y discursivo, apto para el mundo espacial; siguiendo a Bergson, solicita a la intuición que le desvele algún aspecto de las profundidades del misterio del cosmos, de lo humano y de lo divino. 

"La filosofía no debe ser un análisis que se reduzca a expresar una cosa en función de lo que no es. No debe colocarse fuera del objeto, sino en su interior, por intuición, por simpatía intelectual, por coincidir con él en lo que tiene de inexpresable".

Su gnoseología es racionalista espiritualista y axiológica, sometida a la trascendencia. Parte, pues, de tesis teístas y entronca con cierta tradición espiritual: la del silencio y el recogimiento, de la que habla Joseph Rassam en El silencio como introducción a la metafísica. A través del silencio y del recogimiento nos dispondremos a escuchar la voz de Dios. Así, es imprescindible una ética de la voluntad, que consiste en crear en nosotros una noluntad estricta, merced a la cual destruiremos nuestra voluntad personal para que la voluntad de Dios llene por entero el vacío que resulte. Su personalismo afluye en una mística de gran ortodoxia, extensa respecto a su significado. La sapiencia de los montañeses del Pueblo de la Sombra, que se describe con adoración, está realizada con humildad, fe ingenua y amor activo hacia el prójimo.

"El Filósofo de la Sombra, en el olvido de sí mismo, siente la posesión de la voluntad de vivir. Vive alerta contra el exclusivismo de la soberbia de la vida, y por eso goza de una juventud perdurable. Ha escondido su personalidad, renunciando a sí mismo, en máxima divina; es, vive y se mueve en el Ser, es un yo en el no-yo. Ha hecho una adaptación de la vida a su uso, que es la suprema elegancia del vivir. El genio es la noluntad, fórmula definitiva de la paciencia, de la negación, no suicida, sino creadora del verdadero yo".

Realizó análisis sobre los grados de ascensión mística, insistió en la hiperactividad de la mística auténtica, distante de todo abandono pseudoquietista.

## Obras
- La cientificomanía (1895)
- La alegría de pensar (1902)
- La canción de la sombra: un cuento y una filosofía (1911)
- Salamanca. Guía sentimental (1916)
- La noluntad (1925)
- Sofrosine (1925)
- Fray Juan de los Ángeles (1928)
- Cisneros (1929)
- San Juan de la Cruz (1930)
- Sainte Therese et la vie mystique (1934)
- Del alma de las cosas (1935)
- Defensa de Castilla (1939)
- Isabel de Castilla (1939)
- Filosofía mística española (1947)
- Una vida por dentro (1956)